# Nicolas Desmarest
Nicolas Desmarest (Soulaines-Dhuys, 16 settembre 1725 – Parigi, 20 settembre 1815) è stato un geologo ed enciclopedista francese.
Era il padre del medico e zoologo Anselme Gaëtan Desmarest.

## Biografia
Demarest nacque a Soulaines-Dhuys, nel dipartimento dell'Aube. Proveniente da una famiglia umile, fu educato al collegio degli Oratoriani di Troyes e di Parigi.
Grazie all'istruzione ricevuta, riuscì a mantenersi insegnando e a proseguire gli studi in maniera indipendente. Fu attratto dalla teoria sull'origine della Terra elaborata da Buffon e nel 1753 si aggiudicò un premio scrivendo un saggio sull'antica connessione geologica tra Francia e Inghilterra. Questo lavoro attirò l'attenzione della comunità scientifica e lo portò a occuparsi della ricerca sui manufatti in diverse nazioni, fino a quando, nel 1788, fu nominato Ispettore generale delle manifatture di Francia.
Durante i suoi viaggi a piedi, colse l'occasione per approfondire le sue conoscenze sulla struttura della Terra. Nel 1763 fece delle osservazioni in Alvernia, rendendosi conto che le formazioni prismatiche di basalto  erano antiche colate laviche e le associò alle colonne di basalto del selciato del gigante nel nord dell'Irlanda, interpretandole come prodotto dell'attività di vulcani ora spenti. 
Tuttavia, fu solo nel 1774 che pubblicò un saggio sull'argomento, accompagnato da una mappa geologica, dopo aver visitato per più volte la regione.